# Патрик (дем Висалтия)
 Тази статия е за селото в Сярско.  За бившето село в Щипско вижте Патрик (Щипско).  
Патрик (на гръцки: Πατρίκι, Патрики или Πατρίκιο, Патрикио, катаревуса Πατρίκιον, Патрикион) е село в Република Гърция, в дем Висалтия, област Централна Македония с 291 жители (2011).

## География
Селото е разположено в Сярското поле на 12 километра източно от Нигрита.

## История

### В Османската империя
През XIX век и началото на XX век Патрик е село, числящо се към Сярската каза на Османската империя. В „Етнография на вилаетите Адрианопол, Монастир и Салоника“, издадена в Константинопол в 1878 година и отразяваща статистиката на населението от 1873 година, Патрик (Patrik) е посочено като село с 11 домакинства и 39 жители гърци.
Според Васил Кънчов („Македония. Етнография и статистика“) в началото на XX век селото има 45 жители гърци християни.
По данни на секретаря на Българската екзархия Димитър Мишев („La Macédoine et sa Population Chrétienne“) в 1905 година в Патрик (Patrik) живеят 30 гърци.
При избухването на Балканската война в 1912 година един човек от Патрик е доброволец в Македоно-одринското опълчение.

### В Гърция
Селото е освободено по време на войната от части на българската армия, но след Междусъюзническата война в 1913 година остава в Гърция. През 20-те години в селото са заселени гърци бежанци. В 1928 година Патрик е представено като изцяло бежанско село със 76 бежански семейства и 311 жители.
В 1958 година е построена църквата „Рождество Богородично“.

## Личности
Родени в Патрик
- Никола Андреев, македоно-одрински опълченец, 19-годишен, Инженерно-техническа част на МОО[7]